# Ha Hee-ra
Ha Hee-ra (hangul: 하희라; ur. 30 października 1969 w Seulu) – południowokoreańska aktorka.

## Życiorys
Ha urodziła się w 1969 roku w Seulu, z ojca Tajwańczyka i matki z Korei. Ukończyła uniwersytety Dongguk i Yonsei.
Karierę aktorską rozpoczęła w 1981 roku, kiedy była w szóstej klasie, występując głównie w filmach dla nastolatków. W latach 90. Ha stała się jedną z najlepszych aktorek koreańskiej telewizji. Wśród jej znaczących występów znajdują się m.in. role w: Yeojaneun Inguga (1990), Sarang-i mwogillae (1991), Meondong (1993), Gangnam-eomma Ttalajabgi (2007) i Peurejideonteu (2010).

### Życie prywatne
Poślubiła aktora Choi Soo-jong w 1993 roku. Po ślubie uzyskała obywatelstwo Korei Południowej.
Para ma dwoje dzieci: syna Min-seo i córkę Yoon-seo.

## Filmografia

### Filmy
- Malgwallyang-i Daehaengjin (1986)
- Yalsug-ideul-ui Gaeseongsidae (1987)
- Geudae Wonhamyeon (1988)
- Miri, Mari, Wuri, Duri (1988)
- Pul-ipsalang (1988)
- Kaempeoseu Yeon-aeteuggang (1988)
- Balbaliui Chueog (1989)
- Issjanh-ayo Bimil-ieyo (1990)
- Hollo Seoneun Geunal-e (1990)
- Neoegelo Ttodasi (1991)
- Baegchi Aein (1992)
- Mongjung-in (2002)

### Telewizja
- Gogyosaeng Ilgi (KBS 1984)
- Nae Ileum-eun Maya (KBS 1984)
- Nodaji (KBS 1986)
- Keunhyeongsu (KBS 1987)
- Haneul-a Haneul-a (KBS 1988)
- Simcheongjeon (KBS 1988)
- Dangchudong Salamdeul (KBS 1989)
- Yeogsaneun Heuleunda (KBS1 1989)
- Yeojaneun Mueos-eulo Saneunga (MBC 1990)
- Ajig-eun Maheun-ahob (MBC 1990)
- Kkachi Myeoneuli (MBC 1991)
- Jangmijeong-won (MBC 1991)
- Sarang-i mwogillae (MBC 1991)
- Eogsae Balam (MBC 1991)
- Mundong (MBC 1993)
- Salm-ui Hangaunde (MBC 1994)
- Chanlanhan Yeomyeong (KBS 1995)
- Jeolm-eun-i-ui yangji (KBS2 1995)
- Yeoja (SBS 1997)
- Jeong Ttaemun-e (KBS 1997)
- Dangsin Yeop-i Joh-a (KBS 2002)
- Nae Salang Tolam-i (KBS 2005)
- Salanghanda Wensuya (SBS 2005)
- Iss-eul Ttae Jalhae!! (KBS2 2006)
- Gangnam-eomma Ttalajabgi (SBS 2007)
- Bab Jwo (MBC 2009)
- Naneun Byeol Il Eobs-i Sanda (MBC 2010)
- Peurejideonteu (KBS 2010)
- Babo Eomma (SBS 2012)
- Odpowiedz 1994 (tvN 2013)
- Jalnasseo, Jeongmal! (MBC 2013)
- Yeojareul Ulryeo (MBC 2015)
- Choegoui Yeon-in (MBC 2015)
- Chadallae Buinui Sarang (KBS2 2018)
- Cheongchun-girok (tvN 2020)

## Nagrody

### KBS Drama Awards
- 1986: KBS Drama Awards nagroda za doskonałość[6]
- 1988: KBS Drama Awards dla nagroda specjalna
- 1990: KBS Drama Awards nagroda za doskonałość
- 1990: KBS Drama Awards nagroda popularnośc
- 1995: KBS Drama Awards nagroda za doskonałość aktorską
- 2018: KBS Drama Awards nagroda za doskonałość

### Baeksang Arts Awards
- 1988: Baeksang Arts Awards dla najlepszy debiut aktorski (kobieta)
- 1991: Baeksang Arts Awards Daesang
- 1992: Baeksang Arts Awards dla nagroda popularności (kobieta)
- 1993: Baeksang Arts Awards dla wielka nagroda

### MBC Drama Awards
- 1988: MBC Drama Awards nagroda za doskonałość
- 1992: MBC Drama Awards nagroda za doskonałość
- 2006: MBC Drama Awards nagroda za najwyższą doskonałość

### SBS Drama Awards
- 2005: SBS Drama Awards dla najlepsza aktorka w krótkometrażowym dramacie
- 2007: SBS Drama Awards nagroda za doskonałość

### KBS Entertainment Awards
- 2021: KBS Entertainment Awards nagroda za osiągnięcie